# Li Li (Badminton)
Li Li (chinesisch 李理, Pinyin Lǐ Lǐ; * 7. Juli 1983 in Wuhan) ist eine Badmintonspielerin aus Singapur. Sie wurde in China geboren, wechselte aber 1997 nach Singapur.
Ihr größter Erfolg war der Gewinn des Dameneinzeltitels bei den Commonwealth Games 2002. Bei den Asienmeisterschaften im selben Jahr scheiterte sie im Viertelfinale. Bei den Weltmeisterschaften 2005 stand sie im Achtelfinale. 2003, 2006 und 2007 schied sie eine Runde früher aus. 2004 und 2005 war sie bei den Iran Fajr International erfolgreich.
2004 gewann sie die Croatian International.